# Longes
Longes és un municipi francès situat al departament del Roine i a la regió d'Alvèrnia-Roine-Alps. L'any 2007 tenia 833 habitants.

## Demografia

### Població
El 2007 la població de fet de Longes era de 833 persones. Hi havia 284 famílies de les quals 52 eren unipersonals (28 homes vivint sols i 24 dones vivint soles), 72 parelles sense fills, 152 parelles amb fills i 8 famílies monoparentals amb fills.
La població ha evolucionat segons el següent gràfic:
Habitants censats

### Habitatges
El 2007 hi havia 354 habitatges, 294 eren l'habitatge principal de la família, 21 eren segones residències i 39 estaven desocupats. 330 eren cases i 24 eren apartaments. Dels 294 habitatges principals, 249 estaven ocupats pels seus propietaris, 38 estaven llogats i ocupats pels llogaters i 7 estaven cedits a títol gratuït; 1 tenia una cambra, 17 en tenien dues, 51 en tenien tres, 97 en tenien quatre i 128 en tenien cinc o més. 234 habitatges disposaven pel capbaix d'una plaça de pàrquing. A 95 habitatges hi havia un automòbil i a 184 n'hi havia dos o més.

### Piràmide de població
La piràmide de població per edats i sexe el 2009 era:
| Homes | Edats   | Dones |
| ----- | ------- | ----- |
| 0     | 95 o +  | 0     |
| 0     | 90 a 94 | 0     |
| 0     | 85 a 89 | 0     |
| 4     | 80 a 84 | 4     |
| 0     | 75 a 79 | 20    |
| 0     | 70 a 74 | 8     |
| 24    | 65 a 69 | 8     |
| 16    | 60 a 64 | 8     |
| 20    | 55 a 59 | 20    |
| 20    | 50 a 54 | 36    |
| 32    | 45 a 49 | 12    |
| 24    | 40 a 44 | 36    |
| 52    | 35 a 39 | 52    |
| 28    | 30 a 34 | 16    |
| 12    | 25 a 29 | 24    |
| 32    | 20 a 24 | 28    |
| 36    | 15 a 19 | 36    |
| 40    | 10 a 14 | 44    |
| 40    | 5 a 9   | 32    |
| 20    | 0 a 4   | 12    |

## Economia
El 2007 la població en edat de treballar era de 556 persones, 423 eren actives i 133 eren inactives. De les 423 persones actives 404 estaven ocupades (227 homes i 177 dones) i 19 estaven aturades (4 homes i 15 dones). De les 133 persones inactives 41 estaven jubilades, 52 estaven estudiant i 40 estaven classificades com a «altres inactius».

### Ingressos
El 2009 a Longes hi havia 309 unitats fiscals que integraven 873,5 persones, la mediana anual d'ingressos fiscals per persona era de 18.124 €.

### Activitats econòmiques
Dels 20 establiments que hi havia el 2007, 1 era d'una empresa extractiva, 1 d'una empresa alimentària, 3 d'empreses de fabricació d'altres productes industrials, 3 d'empreses de construcció, 5 d'empreses de comerç i reparació d'automòbils, 2 d'empreses d'hostatgeria i restauració, 1 d'una empresa financera i 4 d'empreses de serveis.
Dels 7 establiments de servei als particulars que hi havia el 2009, 3 eren tallers de reparació d'automòbils i de material agrícola, 2 lampisteries i 2 restaurants.
Dels 2 establiments comercials que hi havia el 2009, 1 era una fleca i 1 una botiga d'electrodomèstics.
L'any 2000 a Longes hi havia 33 explotacions agrícoles que ocupaven un total de 1.272 hectàrees.

## Equipaments sanitaris i escolars
El 2009 hi havia 2 escoles elementals.

## Poblacions més properes
El següent diagrama mostra les poblacions més properes.